# Holoplatys colemani
Holoplatys colemani is een spinnensoort uit de familie springspinnen (Salticidae). De soort komt voor in Queensland en New South Wales, Australië.